# 向道ダム
向道ダム（こうどうダム）は、山口県周南市（旧・徳山市）大道理、二級水系・錦川本川上流部に建設されたダムである。
山口県が管理する県営ダムである。日本で最初に運用が開始された多目的ダムであり、施工が日本初であった青森県の沖浦ダム（浅瀬石川）が1988年（昭和63年）に水没したことで名実ともに日本最初の多目的ダムとなった。錦川の治水と岩国市や瀬戸内海沿岸の工業地帯への利水を目的としている。ダムによって形成された人造湖は向道湖（こうどうこ）と命名された。

## 沿革
1935年（昭和10年）、当時の内務省が、全国7河川1湖沼で「河水統制事業」として河川の総合的な開発事業を進めることとなった。山口県においては錦川で「錦川河水統制事業」により、錦川の洪水調節と共に、周南地域への工業用水道並びに電力の供給を行う目的として、当時の都濃郡向道村にダムを建設することとなり、1938年（昭和13年）3月に工事に着手、翌々年の1940年（昭和15年）10月に完成した。日本で最初に完成した多目的ダムである。　
ちなみに多目的ダムとして最初に建設着手されたのは、同じく「河水統制事業」として1933年（昭和8年）に建設に着手した沖浦ダム（青森県／浅瀬石川）であったが、1988年（昭和63年）に完成した浅瀬石川ダムによって水没しており、水位が極端に低下しない限りダムの姿を見ることは出来ない。
完成当初は工業用水道事業、発電事業とも山口県の直営事業であったが、戦時体制をにらんだ当時の政府が、国内の電力事業を国の管理下に置くべく、全国各地の事業者を1発電9配電体制に集約化することを決めたことから、山口県は1942年（昭和17年）に発電事業の主体であった電気局を解散し、発電施設及び電力事業を中国配電株式会社（後の中国電力）に譲渡。向道ダムは治水管理者である山口県と電力事業者である中国配電との共同管理体制となる。
戦後、周南地域に於いて工業用水道のさらなる需要が高まったことから、1965年（昭和40年）、下流に大規模な菅野ダムが建設され、治水・利水などのダム機能の主力は菅野ダムに移されたが、向道ダムはそのまま存置され、現在は二つのダムが連携して錦川上流部での総合的な治水・利水の機能を果たしている。また、中国電力による電力事業も、当初からの間上発電所（ダム水路式）に併せ、ダム式の向道発電所が増設され、引き続き電力事業が行われている。

## ダム周辺
- 国道315号
- 国道376号
- 山口県道・島根県道3号新南陽津和野線
- 徳山カントリークラブ